# Voyria clavata
Voyria clavata là một loài thực vật có hoa trong họ Long đởm. Loài này được Splitg. miêu tả khoa học đầu tiên năm 1840.